# Milo (Maine)
Milo è un comune degli Stati Uniti d'America, situato nello Stato del Maine, nella contea di Piscataquis.